# منظم حموضة

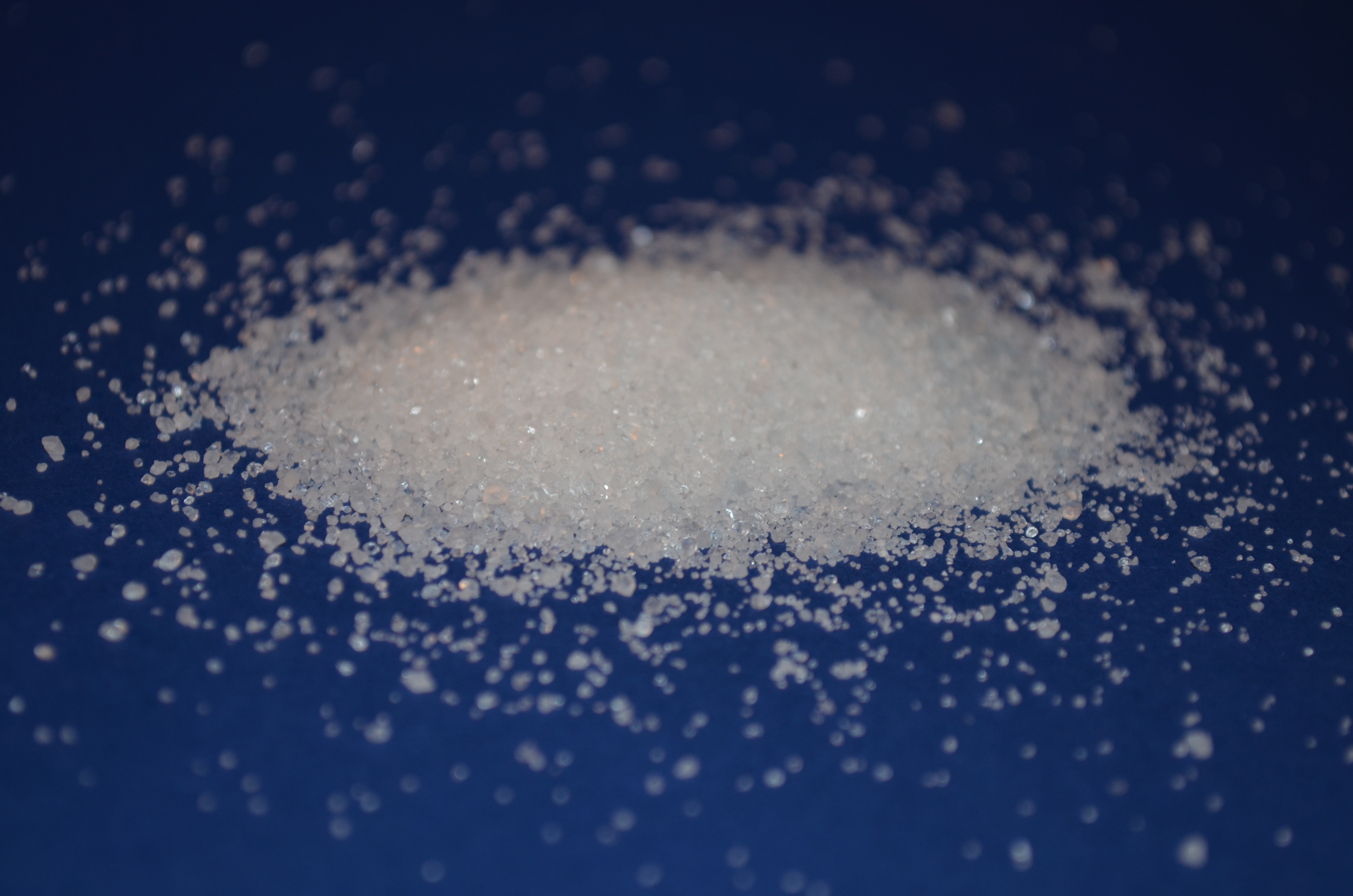

منظمات الحموضة (Acidity regulators أو pH control agents) هي مضافات غذائية تستخدم لتغيير الحموضة أو تنظيمها، ويمكن أن تكون عوامل عضوية أو معدنية أو قاعدية أو متعادلة تحييد، أو وكلاء التخزين المؤقت

## أمثلة
- حمض السوربيك
- حمض الأسيتيك
- حمض البنزويك
- حمض البروبيونيك
- حمض الماليك
- حمض الطرطريك
- حمض  الفوماريك [1]
- حمض الستريك اللامائي وأحادي الهيدرات
- حمض اللبنيك
- سيترات البوتاسيوم
- كربونات البوتاسيوم
- لاكتون دلتا جلوكونو